# Bucătăriile lumii
Ceea ce se numește în mod obișnuit „bucătărie a unui popor”  se referă mai degrabă la unele trăsături specifice, ieșite în evidență mai ales la mesele festive și mai puțin la procentul alimentelor din hrana cotidiană. Tradiționalele sarmale românești nu sunt mâncarea zilnică a românului.
În continuare sunt redate câteva note caracteristice din alimentația popoarelor mai cunoscute.

## Bucătăria franceză
Bucătăria franceză cea mai caracteristică este cea pariziană. Alimentele se pregătesc cu unt, metoda înăbușirii fiind cea mai des folosită. Carnea și sosurile se prepară, uneori, cu vin - băutură nelipsită. Prima masă este micul dejun. Salata verde, brânzeturile și fructele asortate încheie cele   cinci mese principale.

## Bucătăria italiană
Bucătăria italiană este vestită prin pastele sale făinoase (macaroane, spaghete), prin pizza preparată cu brânzeturi, prin brânzeturile rase pe răzătoare, prin consumul de vietăți mărunte de mare. Se manâncă multă carne de miel, orez, untdelemn de măsline, citrice. Masa principală este prânzul, băutura preferată este vinul.

## Bucătăria rusească
Bucătăria rusească înseamnă, printre altele, o mâncare abundentă și consistentă, cu un bogat sortiment de gustări picante. Varza, ceapa și colțunașii sunt la mare cinste. Smântâna este servită separat sau ca adaos în diferite preparate. Nu numai la micul dejun, ci la orice oră din zi și după orice masă, este bine venit ceaiul rusesc. La începutul mesei se servește un păhărel de <nowiki>votcă. Românii au împrumutat de la bucătăria rusească rețetele de borș rusesc.

## Bucătăria englezească
Bucătăria englezească înseamnă în primul rând carne. Mai înseamnă  porridge, pătrunjel verde tocat, budincă și plăcinte tot cu carne. Mai înseamnă un dejun copios dar și cina ca cea mai bogată și mai consistentă masă a zilei. Cina poate fi înlocuită cu un ceai, la care se servesc diferite preparate reci. Băuturile alcoolizate calde sunt, de asemenea, o particularitate englezească. Deși în trecut bucătăria englezească consta doar în carne și legume fierte, în prezent aceasta s-a diversificat foarte mult datorită faptului că societatea engleză a devenit cosmopolită. Astfel comunitățile evreiești, arabe, chinezești, indiene și-au adus contribuția pe plan culinar.

## Bucătăria germană
Bucătăria germană folosește din plin carnea de porc  de vacă și de pasăre, peștele, untura de porc , cartoful. Supele, sosurile, salatele, pastele făinoase și aluaturile, berea, compoturile se întâlnesc mai frecvent decât în alte bucătării. Bucătăriei germane îi datorăm șnițelul, salata de castraveți, salata de cartofi, ștrudelul cu mere.
Bucătăria germana folosește cel mai mult cârnații (se cunosc mai mult de 1500 varietăți); sunt produse și exportate cu mult succes foarte multe feluri de pâine. Renumite sunt și numeroasele rețete de preparare a verzii (creata, alba, roșie, de Bruxelles, precum și cea acrită). Șnițelul și ștrudelul de mere sunt datorate bucătăriei vieneze și nu celei germane.

## Bucătăria scandinavă
Bucătăria scandinavă cuprinde sandvișuri pe pâine albă, servite la orice oră din zi. Masa caldă unică este servită pe la orele 17-18. Peștele joacă un rol important în alimentație, dar scandinavii consumă și mari cantități de carne de porc, vacă, berbec, oaie, pasăre, vânat, bine condimentate. Finlandezii prepară o renumită plăcintă de pește, iar  norvegienii, perișoare de pește. Mâncărurile nu sunt servite într-o anumită ordine sau după un anumit criteriu în cadrul meniului. Neputând cultiva vița de vie și măslinul, popoarele nordice s-au folosit de bere, cidru și hidromel, respectiv de unt și untură.
Bucătăria scandinavă utilizează pentru sandvișuri, foarte des, felii de pâine foarte uscate, produse din făină albă, dar mai ales intermediară sau de ovăz.

## Bucătăria spaniolă
Bucătăria spaniolă produce mâncăruri consistente și picante, cu numeroase mirodenii  care fac să se șteargă gustul specific al ingredientelor carnate. Ca exemplu avem ardei copți cu aluat și cașcaval. Alte mâncăruri tradiționale sunt paella (orez cu fructe de mare); tortilla (cartofi, ou și ceapă prăjite în tigaie sub formă de omletă). Condimentele mediteraneene nu lipsesc niciodată.

## Bucătăria maghiară
Bucătăria maghiară folosește carnea grasă de porc, slănina preparată cu boia, cu piper sau afumată, carnea de gâscă îndopată și ardeiul iute. Gulașul a fost adoptat de toate bucătăriile învecinate cu Ungaria, ca și de poporul german. Specific naționale sunt însă și papricașul și supa de pește de Szeged. Preparatele sunt grase, cu rântaș, cu îngroșală multă de făină și smântană, iar sosurile sunt groase si grase. Smântâna însoțește supele de legume, salatele și sarmalele.
Bucătăria maghiară cunoaște o varietate mare de prăjituri, torte și prăjiturele. Foarte răspândită este torta dobos, apreciată și în România. Deseori se întâlnesc în această bucătărie și pastele făinoase.

## Bucătăria românească
Bucătăria românească a fost influențată favorabil de condițiile oferite de relieful prielnic pentru agricultură și păstorit. Din alimentația oamenilor de la sate făceau parte cerealele (mei, grâu, orz și mai târziu porumb), legumele și verdețurile (fasole, mazăre, varză, castraveți, ștevie, pătrunjel, ceapă, usturoi), carne și slănină de porc și pește, ouă și carne de oaie sau de vită.Produsele lactate, terciul de mei  și mămăliga au fost hrana de bază a păstorilor. Odată cu schimbarea condițiilor economice s-a diversificat și alimentația, iar în prezent consumul de pâine, ouă, zahar, lactate și fructe nu mai constituie un lux. Ca preparate cu specific național sunt renumite sarmalele în foi de viță sau de varză, ciorba de pește, fasole bătută, ardei umpluți cu carne și orez, perișoare, mămăligă cu brânză, murături, salată oltenească, borș moldovenesc, piftiile de porc, mititeii și ciorba de burtă. Dulciuri mai cunoscute sunt: cozonacul, plăcinta  dar și prăjiturile "ardelenești".
Bucătăria românească a suferit în timp multe modificări,în perioada fanariotă spre exemplu,au fost aduse în Țările Românești foarte multe preparate cu specific turcesc, domnitorii aducându-și din țările de proveniență uneori bucătarii. Unul din preparatele ce caracterizează perioada fanariotă și revoluția culinară a fost ciorba de perișoare.
În perioada următoare domniei fanariote s-a început în România o puternică revoluție culinară; majoritatea fiilor de boieri studiind în Europa de Vest au reușit să aducă și în România anumite tehnici și preparate mult mai rafinate de la Veneția, Roma sau Paris. Aceste bucătării fiind mult mai complexe decât cea din România. Această rafinată bucătărie regăsindu-se pe mesele oamenilor de rând mult timp după 1900.
Contopirea cu bucătăriile altor țări și dorința de a atinge perfecțiunea gustului și aspectului preparatelor culinare au făcut din bucătăria contemporana româneasca o bucătărie diversă.
Ca preparate tradiționale românești în afara celor mai sus menționate mai sunt și: pastrama de berbecuț și șunculița afumată. Iar ca deserturi: prăjiturile ardelenești din osânză de porc.

## Bucătăria bulgărească
Bucătăria bulgărească a fost influențată de cea turcească, aceasta având un impact asupra  alimentației tuturor țărilor din Balcani. Bulgarii, pricepuți cultivatori de zarzavaturi și de fructe, dar și crescători de vite, consumă mult lapte acru, multă fasole, roșii și ardei gras. Preparatele calde din legume (iahnie, plachie, ghiveci, musaca) sunt variate și au gust picant. Un amestec de condimente asociază sarea cu cimbrul, piperul și boiaua de ardei. Ca deserturi cu specific național, ei prepară plăcinte, baclavale, orez cu lapte, compot din fructe uscate. La mesele festive, fructele au și rol decorativ.

## Bucătăria orientală
Bucătăria orientală este multiculinară, cu o folosire diferențiată a mirodeniilor. Ceapa, usturoiul, prazul, orezul, fasolea, bobul și lintea sunt foarte apreciate pentru că se pot păstra mai mult timp la climă uscată. Carnea preferată este cea de pasăre, de oaie sau de berbec. Carnea de porc este consumată mai puțin. Fructele uscate (nuci, arahide, curmale, prune) sunt folosite în mâncăruri cu carne, în salate și prăjituri. Preparate specifice orientale, binecunoscute și la noi, sunt: pilaf, pastramă, kebab, halva, rahat, nuga. Se consumă multe citrice și mulți struguri. În zilele calde se bea multă apă și ceai cald concentrat. Cafeaua turcească, cunoscută în toată lumea, nu este atât de larg răspândită în Orientul Apropiat pe cât s-ar crede. În prezent, cel mai mic consum de cafea pe cap de locuitor este în Turcia și în Egipt.

## Bucătăria thailandeză
Bucătăria thailandeză poate satisface gusturile gurmanzilor rafinați din toată lumea. Arta culinară thailandeză s-a dezvoltat odată cu apariția ustensilelor moderne de bucătărie, dar unele metode de a găti mâncare thailandeză au rămas aceleași ca în trecut. În mod normal thailandezii prăjesc pe grătar carnea și peștii de mare proaspeți și îi mănâncă cu un amestec subțire cremos care are o aromă dulce-acrișoară.  O metodă populară de a găti este salata ” Yum ”. Salata thailandeză diferă de cea vestică, pentru că sosul thailandez nu conține grăsimi în ingredientele sale. Se adaugă pur și simplu o porție de condimente sărate precum sos de pește cu sare, suc de lămâie, chili și uneori usturoi și salată și se amestecă. Se pot face diverse feluri de mâncare cu salata thailandeză fie salată din creveți, din porc, din papaya, salată de vită și așa mai departe. Înainte,  thailandezii foloseau la fierberea mâncării oale din lut. 
De asemenea, foloseau aceleași oale la gătitul orezului și a variatelor feluri de supă. Mâncărurile gătite cu curry de astăzi sunt mult diferite de cum erau cândva, fiindcă vechii thailandezi nu foloseau lapte de nucă de cocos în acele supe condimentate. Arta de a găti mâncarea thailandeză a evoluat în contact cu influențele culturale ale altor țări, în special China și Europa de Vest. O parte din chinezi au migrat în Thailanda. Ei au adus cu ei cultura lor gastronomică și au dezvoltat generații după generații propria mâncare, care a devenit mai târziu parte a bucătăriei thailandeze. Thailandezii au adoptat din bucătăria chinezească o metodă rapidă de prăjire și au creat multe sortimente de antreuri prăjite prin agitare în meniul lor. O altă influență se reflectă în folosirea pe scară largă a tăițeilor în rețetele thailandeze. Tăițeii thailandezi au un gust dulce, sărat și uneori condimentat. Un fel special sunt tăițeii crocanți. În trecut laptele din nuca de cocos era folosit doar la desert și la anumite feluri de mâncare. Acum este un ingredient important, la fel ca zahărul de palmier și făina de orez.  Odată cu sosirea lor, portughezii au introdus ouăle în ultimul fel de mâncare. Astfel că, desertul portughez facut din sirop de zahăr și gălbenușuri de ou este bine cunoscut până în ziua de azi.
Bucătăria vestică a avut și ea, o puternică influență. Unele restaurante de stil vechi care servesc mâncare thailandeză au în meniu și mâncăruri gătite prin înăbusire. Există și deosebiri. Vesticii mănâncă mâncarea cu pâine și cartofi, care conțin amidon. Thailandezii manâncă mâncarea cu orez. Folosirea alunelor și a nucii de cocos în mâncărurile gătite cu curry este și ea tipic thailandeză. Ierburi distincte se amestecă cu acreala picantă a lamâiei proaspete sau cu dulceața plăcută a zahărului de palmier. Mâncarea thailandeză este ușoară, iar mirosul ei se simte cu mult înainte ca mâncarea să ajungă pe masă. Ierburile și mirodeniile folosite drept ingrediente sunt mult mai aromate decât cele vestice și fiecare fel de mâncare thailandez are un buchet diferit.